# Marie Renaud
Marie Renaud (née en 1964 ou 1965) est une femme politique canadienne, elle est élue à l'Assemblée législative de l'Alberta lors de l'élection provinciale de 2015. Elle représente la circonscription de Saint-Albert en tant qu'une membre du Nouveau Parti démocratique de l'Alberta.
Elle est francophone et est depuis son élection la critique du NPD sur la question des francophones.